# Ашкеров, Андрей Юрьевич
Андре́й Ю́рьевич Ашке́ров (род. 9 июня 1975 года, Москва) — российский философ и писатель. Доктор философских наук (2005), кандидат политических наук (2001), профессор.

## Биография
Окончил с отличием философский факультет МГУ, где учился на дневном отделении в 1992-97 годах. В 2000 году там же окончил аспирантуру и в 2001 году защитил диссертацию на соискание учёной степени кандидата политических наук по теме «Человеческая идентичность как предмет политической теории (на примере рассмотрения античного „человека политического“)».
В 1998—2001 годах — преподаватель кафедры теоретической политологии философского факультета МГУ, с 2001 года доцент кафедры социальной философии того же факультета. Звание доцента по этой кафедре (2006).
В 2001—2003 годах — научный сотрудник сектора социальной философии Института философии РАН.
В 2003 году по приглашению Лондонской школы экономики и Университета графства Кент стажировался в Великобритании.
В 2004—2005 годах — главный редактор информационно-аналитического журнала «Платное образование» (впоследствии — «Качество образования»).
В 2005 году защитил диссертацию на соискание учёной степени доктора философских наук по теме «Философские проблемы современного социально-антропологического познания» (специальность — 09.00.11 «Социальная философия»), став самым молодым на тот момент доктором философских наук.
В 2009 году в рамках кампании по «налаживанию контактов власти и интеллектуалов» участвует в совместной презентации книг с Владиславом Сурковым (тогда — первый заместитель руководителя Администрация президента), где представляет книгу «По справедливости», содержащей, по некоторым оценкам, первую в России оригинальную теорию справедливости.
В 2009—2010 годах по приглашению Игоря Лутца становится научным руководителем негосударственного вуза Академия коммуникаций (Workshop), организует там факультет продюсирования.
В 2011 году по рекомендации Валентина Юмашева занимается проектом партии «Правое дело», на роль руководителя которой впоследствии приглашается Михаил Прохоров. Впоследствии поддерживает Прохорова при создании партии Гражданская платформа.
В том же году становится организатором некоммерческого гражданско-политического и экспертного объединения «Гильдия исследователей».
В 2013—2015 годах — колумнист газеты «Известия», где публикует около 70 статей и заметок.
В 2015-2016-м годах участвует в переформатировании партии Гражданская платформа, связанном со сменой партийного лидера, которым становится Рифат Шайхутдинов.
В 2016 году выпускает сборник рассказов «Бордель непорочной телесности», написанный в жанре альтернативного масскульта.
В том же году публикует книгу «32 проекта для РФ после 2017 года». Посвященная столетию русской революции, она содержит обоснование концептуальных драйверов по «управлению будущим» в России XXI-го века.
В настоящее время — профессор кафедры социальной философии и философии истории философского факультета МГУ имени М. В. Ломоносова.
По собственному утверждению, в философии его влекли Клод Леви-Строс, Пьер Бурдьё, Жан-Люк Нанси, Жиль Делёз, Петер Слотердайк и Бруно Латур.
В идеологическим плане вначале причисляет себя к «левым консерваторам», впоследствии откажется от этой самоаттестации, признавшись, что ему привычно выступать антикризисным менеджером переходов и инициаций.
Автор более 300 публикаций (2018).

## Научные труды

### Монографии
- Социальная антропология: монография : учеб.-метод. пособие нового поколения для подгот. специалистов по социологии. — М. : Market DS, 2005. — 605 с. (Университетская серия / Филос. фак. Моск. Гос. ун-та им. М. В. Ломоносова [и др.]).; ISBN 5-7958-0114-3
- Андрей Васнецов: рисунки, живопись (автор, составитель). М., 2006.
- Основы теории политических партий : учебное пособие / [Ашкеров А. Ю. и др.]. — М. : Европа, 2007. — 263 с. (Серия «Политучёба»). ISBN 978-5-9739-0099-1
- По справедливости: эссе о партийности бытия. М., Европа, 2008. ISBN 978-5-9739-0156-1
- Экспертократия. Управление знаниями : производство и обращение информации в эпоху ультракапитализма. М. : Европа, 2009. — 129 с. (Политучёба). ISBN 978-5-9739-170-7
- Интеллектуалы и модернизация. М., Европа, 2010. ISBN 978-5-9739-0198-1
- Нулевая сумма. Советское и постсоветское общества глазами антрополога. М., Скименъ, серия «Бармаглот», 2011. ISBN 978-5-901574-88-1
- Сурковская пропаганда. Краткий курс. М., Скименъ, 2013. ISBN 978-5-4433-0003-0
- 32 проекта для РФ после 2017 года. М., Праксис, 2016. ISBN 978-5-4433-0001-6
- Пятизвездная столица. Генеалогия московского урбанизма в вопросах и ответах. М., СкименЪ, 2019. ISBN 978-5-903066-09-4
- Дед Мороз мертв. Календарный цикл в системе сравнительной мифологии современности. М., СкименЪ, 2019. ISBN 978-5-903066-11-7
- Солнечный удар. Критика апокалиптического разума. 1.-е издание. СПб., RUGRAM_Пальмира. 2021. ISBN 978-5-517-04608-6
- Солнечный удар. Критика апокалиптического разума. 2-е издание. СПб., Алетейя. 2022. ISBN 978-5-001-65292-2

### Сборники
- Сумерки глобализации. Настольная книга антиглобалиста (автор-составитель). М.: АСТ, 2004. ISBN 5-17-022175-4
- Путиниада: Политические очерки новейшего времени. М., Институт власти, Культура, 2007. ISBN 978-5-902767-28-2
- Маленькое зло (соавтор сборника). М., Институт национальной стратегии, 2008.

### Художественные произведения
- Бордель непорочной телесности. М., СкименЪ, 2016. ISBN 978-5-901574-99-7

### Интервью
- Философия вершится здесь и сейчас // Ускользающий мир. — М: МШПИ, 2004.
- Андрей Ашкеров: Нация — это постоянный флэш-моб. // Русский журнал. — М, 2007, март.
- Андрей Ашкеров: Сумбур вместо Жижека. // Акция. — М., 2007, апрель.
- Андрей Ашкеров: Самобытность сегодня — почти подвиг. // Агентство политических новостей. — М., 2007, август.
- Андрей Ашкеров: Социальные нанотехнологии. Архивная копия от 27 ноября 2010 на Wayback Machine // Кремль.орг. — М., 2007, август.
- Андрей Ашкеров: Путин является у нас менеджером жизнеспособности. // Русский журнал. — М, 2007, октябрь.
- Андрей Ашкеров: Справедливость гарантируется той системой отношений, в справедливости которой можно усомниться. // Русский журнал. — М., 2008, апрель.
- Андрей Ашкеров: Пачка маргарина, завёрнутого в бело-сине-красную обёртку. // Русский журнал. — М., 2008, май.
- Андрей Ашкеров: Философия — это рискованно. // Акция. — М., 2008, ноябрь.
- Андрей Ашкеров: Опция для самурая. // Лаборатория рекламы. — М., 2009, № 4.
- Андрей Ашкеров: Государство в миниатюре. // Русский журнал. — М., 2010, март.
- Андрей Ашкеров: Мы пытались вывести счастье из денег. // Взгляд.ру — М., 2011, ноябрь.
- Андрей Ашкеров: Кичатся свободой как новой шубой. // Взгляд.ру — М., 2011, декабрь.
- Андрей Ашкеров: Главным героем становится свист. // Взгляд.ру — М., 2011, декабрь.
- Андрей Ашкеров: Архаизация политики. // Взгляд.ру — М., 2012, январь.
- Андрей Ашкеров: Pussy Riot — изнанка казённости. // Взгляд.ру — М., 2012, март.
- Культура становится способом колонизации самих себя // Трибуна Общественной палаты. — М., 2012, апрель.
- «Нас захватила провинциальная убеждённость в том, что ничто большое уже невозможно…» // Трибуна Общественной палаты. — М., 2012, апрель.
- Андрей Ашкеров: Выиграть себя. // Взгляд.ру — М., 2012, август.
- Андрей Ашкеров: Нужен новый духовный лидер. // Взгляд.ру — М., 2012, сентябрь.
- Андрей Ашкеров: Ставки на революцию нет. // Взгляд.ру — М., 2012, октябрь.
- Андрей Ашкеров: Нас спасёт только астероид. // Эклектик. — М., 2013, № 3.
- Андрей Ашкеров: Тайная история скорости. // Эклектик. — М., 2013, № 4.
- Философ Андрей Ашкеров: Сегодня Путин пришёл к тому, чего хотел всегда — собрать распавшуюся империю. // Дождь, 12 августа 2014. Проверено 23.08.2014 г.
- Андрей Ашкеров: Как делаются политические биографии.// Юга.ру. 29 августа 2017 года.
- Ашкеров: Путин снова не хочет отвечать на вопрос Who is Mr. Putin?. (недоступная ссылка)//Евразия daily. 26 сентября 2017.
- Ашкеров: Москва хочет быть островом по отношению к остальной России. (недоступная ссылка)//Москвич. 4 октября 2018.

## Публицистика
- Публикации в газете «Известия»
- Публикация в сетевой газете «Взгляд»
- Публикации в журнале «Отечественные Записки»
- Публикации в «Русском журнале»
- Публикации на сайте «Агентство политических новостей»
- Колонка на сайте «Трибуна Общественной палаты»